# Wrocławska piosenka
Wrocławska piosenka – piosenka polskiej muzyki rozrywkowej powstała w 1951 lub 1952 roku, która pierwotnie nagrana została przez Wiktorię Zającównę. Utwór spopularyzowany został przez Marię Koterbską. Muzykę skomponował Jerzy Harald, a słowa napisała jego żona Krystyna Wnukowska.

## Geneza

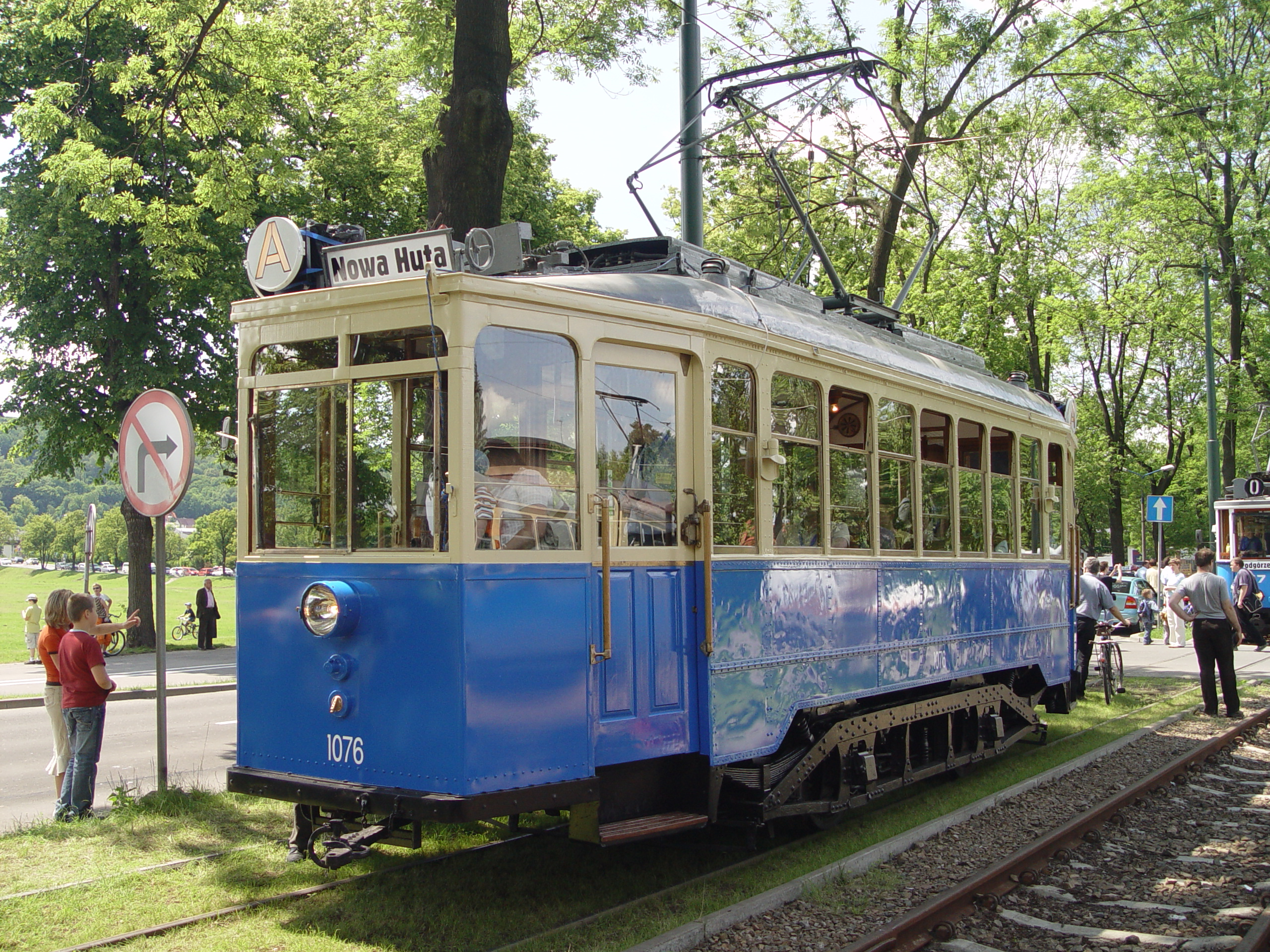
Niebieski tramwaj wrocławski, obecnie w Krakowie

Inspiracją do napisania piosenki była rozmowa telefoniczna Józefa Majchrzaka, pracownika wrocławskiej rozgłośni Polskiego Radia, z państwem Lierszami, podczas której zaprosił ich na koncerty do Wrocławia. Krystyna Wnukowska, nie będąc nigdy w tym mieście, poprosiła, by opowiedział jej o nim. Majchrzak przedstawił przez słuchawkę barwną opowieść o elementach krajobrazu i życiu we Wrocławiu. Po tym, jak stwierdził on, że potrzebuje piosenki związanej z Wrocławiem, małżonkowie – jako duet autorski – po blisko godzinnej rozmowie obiecali mu, że za tydzień przyjadą doń z orkiestrą wraz z piosenką o Wrocławiu. Walczyk powstał w ciągu dwóch dni. Najpierw Wnukowska napisała tekst, następnie Harald skomponował muzykę przy fortepianie. „Wrocławska piosenka” – zaśpiewana przez Marię Koterbską – miała premierę podczas koncertu orkiestry Haralda w Hali Ludowej. Rękopis utworu skopiowano ręcznie dla Wiktorii Zającówny – żony Józefa Majchrzaka – która włączyła piosenkę do swojego repertuaru. Pierwsze nagranie „Wrocławskiej piosenki”, w którym śpiewała Zającówna, zarejestrowano 7 marca 1952 roku.

Mkną po szynach niebieskie tramwaje przez wrocławskich ulic sto

## Popularność
Kiedy Koterbska przyjęła do swojego repertuaru tę piosenkę, stała się ona wkrótce swoistym hymnem wrocławskich tramwajarzy. W 2022 duet artystów "Czary-Mury" stworzył mural przedstawiający Marię Koterbską i niebieski tramwaj na budynku przy ul. Teatralnej 26 od strony ul. Piotra Skargi. Pierwszy we Wrocławiu tramwaj Moderus Gamma otrzymał imię Marii Koterbskiej. 

### W kosmosie
W 1978 roku „Wrocławska piosenka” rozbrzmiała na pokładzie statku kosmicznego Sojuz 30, którego załogę tworzył m.in. Polak Mirosław Hermaszewski, który opowiedział o tym w filmie dokumentalnym Powrót Wrocławskiej Piosenki. Stwierdził wówczas, że podczas trwającej 8 dni podróży okołoziemskiej pewnego dnia dwuosobowa załoga statku usłyszała z centrum kontroli lotów komunikat: „Nagrywajcie, coś tu mamy dla was” i po chwili usłyszeli oni „Wrocławską piosenkę” w wykonaniu Koterbskiej. Hermaszewski powiedział później, że po odsłuchaniu tej „pięknej” (jak ją określił) melodii, nagrał ją z Piotrem Klimukiem. Później kosmonauci jeszcze wielokrotnie odtwarzali tę piosenkę w trakcie lotu.

## Wersje innych wykonawców
W 2015 roku dwie nowe wersje utworu stworzyli Me Myself And I oraz Natalia Lubrano, Marcelina i zespół Nado Squad. 